# Théophile Beaudoire
Théophile Beaudoire (17 mars 1833 à Mamers - 19 juillet 1903 à Meudon) est un graveur créateur typographe et fondeur de caractère français du XIXe siècle, il est notamment connu pour une police Romana qu'il a créé avec Gustave F. Schroeder.
Théophile Beaudoire fit graver des poinçons pour la typographie musicale, ainsi que pour les caractères orientaux. Il est également l'auteur d'un ouvrage sur la typographie musicale en 1891, intitulé « Manuel de typographie musicale », dont un exemplaire est conservé par le Musée de l'imprimerie de Lyon.
Il étudie également la symbolique religieuse et ésotérique des signatures, comme celle de Thomas Anshelm ainsi que des caractères, dans des ouvrages tels que « Genèse de la cryptographie apostolique et de l'architecture rituelle du premier au seizième siècle » (1902) ou « Origine des signes numéraux » (1892) .

## Biographie

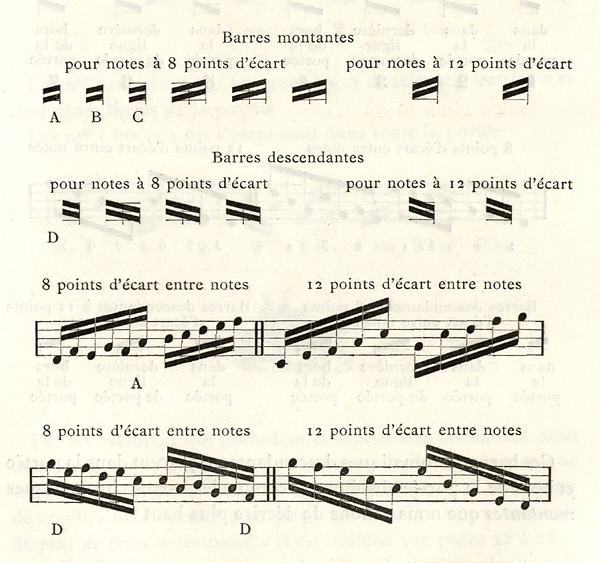
Page du Manuel de typographie musicale

Théophile Beaudoire né en 1833 à Mamers,.
Il est sous-directeur puis gérant de la Fonderie générale de Charles Laboulaye (ru),.
Il crée un caractère roman nommé « Elzévir » qu'il diffuse en 1858,.

## Œuvres
- Théophile Beaudoire, Manuel de typographie musicale, Paris : 13, rue Duguay-Trouin, 1891 (BNF 30071864)
- Théophile Beaudoire, Genèse de la cryptographie apostolique et de l'architecture rituelle du premier au seizième siècle, Paris, 1902 (OCLC 27274775)
- Théophile Beaudoire, Origine des signes numéraux, Paris, Imprimerie de Lahure, 1892, 47 p., Française In octavo (OCLC 456911386)
- Théophile Beaudoire, Le point typographique et le Congrès d'Anvers, Lausanne, Impr. C. Viret-Genton, 1892 (OCLC 38545419)
- Théophile Beaudoire, Méthode pour la fonte et l'entretien des rouleaux typographiques, Paris, T. Beaudoire, 1888 (OCLC 156063538, BNF 30071865)
- Théophile Beaudoire, Beaudoire, Traverse et Cie. Fonderie générale des caractères français et étrangers., Paris, Impr. de J. Bonaventure, 1875 (OCLC 456911378)